# 伊勢弥二郎
伊勢 弥二郎（弥次郎、いせ やじろう）は、戦国時代の武将。諱は不確かであるが、一説では盛興といわれている。

## 生涯
伊勢宗瑞（北条早雲）の弟。室町幕府10代将軍足利義材（義稙）の近江出陣に従軍した者の中に一族の伊勢貞綱の養子として弥二郎の名前があることから、義材の奉公衆であったとみられる。宗瑞に従って駿河に下向し、宗瑞の関東における初期勢力拡大時に右腕として活躍した。明応5年（1496年）7月、山内上杉顕定が小田原城を攻撃した際、宗瑞から扇谷上杉氏への援軍として派遣された。『勝山記』は、この時に弥二郎は討死したと記しているが、実際には明応6年（1497年）12月に伊豆大見三人衆への取次を務めており、生存が確認出来る。しかしそれ以後全く史料には見えず、後年の軍記物などにも一切登場しない。
黒田基樹は、北条氏照の旧臣で宝蔵寺（埼玉県朝霞市）の開基となった高橋家の過去帳に旧主後北条氏の一族として、「伊勢丹波守盛興石雲 古又伊勢弥次郎」という人物が記載されていることを紹介している。同記事によれば、伊勢弥次郎盛興は早雲寺殿（伊勢宗瑞）の伊豆平定中に負傷して出家し、大永2年（1522年）7月28日に59歳で死去したと記されている。現存の過去帳は1950年代に書写されたものであるが、信頼性が高い高野山高室院「北条氏系図」と比較して同系図に記述のある部分については内容が一致していること、弥二郎の終見文書が伊豆平定の鍵を握る存在であった大見三人衆への取次に関する文書であることから、黒田はこの過去帳の後北条氏と弥二郎の経歴に関する記述の信頼性が高いと判断している。
黒田の説を採れば、弥二郎の生誕は寛正5年（1464年）である。旧来の説では兄・盛時は永享4年（1432年）生まれであるから、30歳以上離れていることになる。一方で近年の説では盛時の生年は康正2年（1456年）生まれとされており、年齢差は8歳となる。